# Szendehely
Szendehely je vas na Madžarskem, ki upravno spada pod podregijo Rétsági Županije Nógrád.